# Riccardia australis
Riccardia australis là một loài rêu trong họ Aneuraceae. Loài này được Lehm. Hewson mô tả khoa học đầu tiên năm 1970.